# Inscriptiones Latinae Selectae
Inscriptiones Latinae Selectae, cuya abreviatura estándar es ILS, es una selección en tres volúmenes de inscripciones en latín, editado por Hermann Dessau. La obra fue publicada serialmente en cinco partes de 1892 a 1916, con numerosas reimpresiones. El material de apoyo y las notas están todas escritas en latín. Está organizado en capítulos (capita, singular caput) por temas, tales como inscripciones funerarias o inscripciones relativas a collegia. Cada inscripción tiene un número de identificación. Los académicos que citan una inscripción en latín a menudo proporcionarán el número de ILS, además de una referencia para el más amplio Corpus Inscriptionum Latinarum (CIL); por ejemplo, el CIL 12.2.774—ILS 39. Una concordancia con el CIL fue publicada en 1950 (Roma) y en 1955 (Berlín). Las citas al ILS también pueden encontrarse citadas como Dessau o D.